# Jan Radomiński
Jan Radomiński (ur. 10 czerwca 1687, zm. 18 stycznia 1756 w Wersalu) – jezuita, filozof, teolog, uczeń i wykładowca w kolegium jezuitów w Krośnie, sędzia w Trybunale Królewskim Ludwika XV w Wersalu.

## Życiorys
Urodził się w Prusach. Ukończył klasę retoryki i wstąpił w 1702 do zakonu jezuitów. Po odbyciu nowicjatu w Krakowie studiował w latach 1704-1707 filozofię w Kolegium Jezuickim w Lublinie pod kierunkiem Andrzeja Ozgi.
Praktykę nauczycielską odbywał kolegium jezuitów w Krośnie, Samborze i Ostrogu. W latach 1711–1715 studiował teologię w Krakowie. W 1714 otrzymał święcenia kapłańskie. Prawo zakonne studiował w 1716/17 w Jarosławiu.
Pracował w szkolnictwie jezuickim w Krośnie, Jarosławiu, Poznaniu i Kaliszu. Jan Radomiński został wieloletnim spowiednikiem królowej Polski, księżnej Lotaryngii i Baru Katarzyny Opalińskiej h. Łodzia (1680 – 1747 w Lunéville) – żony Stanisława Leszczyńskiego oraz królowej Francji - żony Ludwika XV Marii Leszczyńskiej i centralnej postać parti dévot – konserwatywno-religijnego koła królowej.
Jan Radomiński wyjechał w 1714 do nadanego Leszczyńskiemu księstwa Zweibrücken. W 1719 z nim i jego rodziną do Francji w Wissembourgu. Gdy w 1725 córka Stanisława Maria Leszczyńska została żoną Ludwika XV i królową Francji, przebywał w Chambord. W 1732, gdy Leszczyńscy uzyskali z nadania Ludwika XV tytuł książąt Lotaryngii i Baru, zamieszkał z nimi w Lunéville. Był w Parti dévot – w konserwatywno-chrześcijańskiej frakcji na dworze francuskim w XVIII wieku, w opozycyjnej wobec filozofów (les philosophes Parti philosophique – Voltaire, Diderot) i ich protektorki Madame de Pompadour.
Przebywał też na tym dworze, gdy walka stronnictw rozpoczęła się, a po przyjeździe na dwór Madame de Pompadour (1745), przybrała na sile szczególnie  w latach pięćdziesiątych, gdy powstawała Wielka encyklopedia francuska. Szefem parti dévot była de facto pobożna królowa Maria Leszczyńska, a należał do niej m.in. Emmanuel de Vignerot du Plessis i Jan Radomiński, który był ważnym przeciwnikiem oświeceniowego projektu Diderota i d’Alemberta.